# Anteos menippe
Espèce
Anteos menippe est un  insecte lépidoptère de la famille des Pieridae de la sous-famille des Coliadinae et du genre Anteos.

## Dénomination
Anteos menippe a été décrit par Jacob Hübner en 1818 sous le nom de Mancipium menippe.
Synonymes : Colias leachiana Godart, 1819; Rhodocera menippe metioche Fruhstorfer, 1907;

### Nom vernaculaire
Eurema menippe se nomme Great Orange tip ou Orange-tipped Angled Sulphuren anglais .

## Description
Eurema menippe est un papillon assez grand avec une envergure variant de 80 mm à 90 mm, jaune clair à l'apex des ailes antérieures pointu largement marqué d'orange (parfois orange rose) bordé de marron avec un point discal marron aux antérieures. Le revers est jaune pâle à vert pâle avec un point discal rose aux antérieures et aux postérieures.

## Biologie
C'est un migrateur le long des fleuves.

## Écologie et distribution
Eurema menippe est présent en Amérique centrale et en Amérique du Sud, en Guyane, au Mexique, en Colombie, au Brésil et au Pérou.

### Biotope
Il réside sur les rives des cours d'eau.

### Protection
Pas de statut de protection particulier.